# Dussinet fullt
Dussinet fullt är en amerikansk komedifilm från 1950 i regi av Walter Lang. Filmen är baserad på boken Cheaper by the Dozen av Frank B. Gilbreth, Jr. och Ernestine Gilbreth Carey som utkom 1948.

## Handling
1920-tal. Familjen Gilbreth består av Frank, Lillian och deras tolv barn. Frank som arbetar med effektivitetsstudier testar ofta sina teorier på familjen.

## Rollista
- Clifton Webb - Frank Bunker Gilbreth
- Jeanne Crain - Ann Gilbreth
- Myrna Loy - Lillian Gilbreth
- Betty Lynn - Deborah Lancaster
- Edgar Buchanan - Dr. Burton
- Barbara Bates - Ernestine Gilbreth
- Mildred Natwick - Mrs. Mebane
- Sara Allgood - Mrs. Monahan